# Апартадо (аэропорт)
Аэропорт имени Антонио Рольдана Бетанкура (исп. Aeropuerto Antonio Roldán Betancourt), (ИАТА: APO, ИКАО: SKLC) — коммерческий аэропорт, обслуживающий гражданские авиаперевозки города Апартадо (департамент Антьокия, Колумбия).

## Общие сведения
31 июля 2008 года управление аэропортом было передано коммерческой компании «Air Plan», которая должна будет провести работы по реконструкции и модернизации здания пассажирского терминала, а также ремонт взлётно-посадочной полосы и рулёжных дорожек.

## Авиакомпании и пункты назначения
- Aerolínea de Antioquia
  - Медельин / аэропорт имени Энрике Олая Эрреры
- EasyFly
  - Медельин / аэропорт имени Энрике Олая Эрреры
- LAN Colombia
  - Медельин / аэропорт имени Энрике Олая Эрреры
- SATENA
  - Медельин / аэропорт имени Энрике Олая Эрреры
- VivaColombia
  - Медельин / международный аэропорт имени Хосе Марии Кордовы